# Brama Srebrników
Brama Srebrników (łac. Arcus Argentariorum, wł. Arco degli Argentari) – ozdobna brama wystawiona w 204 roku przy wejściu na Forum Boarium przez handlarzy bydłem i bankierów (argentarii et negotiantes boarii huius loci) ku czci cesarza Septymiusza Sewera i jego rodziny. Budowla przylega częściowo do stojącego obok kościoła San Giorgio al Velabro. Obecna nazwa została nadana bramie w okresie renesansu.
Składająca się z dwóch filarów i nadproża brama ma 6,80 m wysokości i 5,86 m szerokości. Na wszystkich ścianach znajdują się płaskorzeźby ze scenami figuralnymi, obramowane pilastrami udekorowanymi motywem wici roślinnej. Reliefy zostały osadzone głębiej niż płaszczyzna pilastrów, co pozwoliło na uzyskanie dodatkowych efektów światłocieniowych. Na zdobiących przejście płaskorzeźbach przedstawiono członków rodziny cesarskiej podczas składania ofiary: Septymiusza Sewera z żoną Julią Domną, którym towarzyszą Karakalla z Fulwią Plautyllą i jej ojcem Plaucjanusem oraz Geta. Postacie Gety, Fulwii Plautylli i Plaucjanusa zostały później, po zamordowaniu ich przez Karakallę, usunięte.